# イーストサイドストーリー
イーストサイドストーリー（英: East Side Story）は、1982年にフランスの人類学者のイブ・コパンが提唱した人類の誕生の経緯についての仮説。発表後に否定的な証拠が発見されたことで破綻し、最終的に提唱者のコパン自身により撤回された。

## 概要
その内容は、アフリカ大陸東部の猿人類がヒトの祖先であるとするものである。アファール猿人（アウストラロピテクス・アファレンシス）の一女性個体である“ルーシー”が、南北につらなる山脈の東側で発見されたことから、この仮説が立てられた。説の名はブロードウェイ・ミュージカル『ウエストサイドストーリー』をもじって付けられた。
大地溝帯付近で、800万年前の頃から造山運動が盛んになり、大西洋の水蒸気を含んだ偏西風が大地溝帯の山脈にぶつかって多くの雨を降らすようになる一方で、山脈の東側の地域には雨雲が届かなくなり、乾いた風による気候の乾燥化が進んだ。その結果、東側のは森林地帯からサバンナへと移り変わり、森に高度に適応していた類人猿の祖先は絶滅していった。一方、人類の祖先は、気候変動以前に永らく行っていた森での暮らしのなかで、直立二足歩行に欠かせない中臀筋などの筋肉を発達させていたと考えられ（※類人猿の骨盤の化石から推定）、この能力が結果的幸運を招く形で、平原を効率よく歩き回るという新しい生活様式への適応を可能にし、人類進化への道筋が拓けたとする仮説である。

## 破綻
現在、この仮説は定説ではなくなってきており、人類は森林の中で進化したという仮説が有力である。
この仮説が破綻した理由として、約800万年前の大地溝帯付近の造山運動は小さく、大きく隆起したのは約400万年前であったと考えられるようになってきたことが挙げられる。これはヒトが直立二足歩行し始めたと考えられている約600万年前よりも後のことであり、大地溝帯形成を人類が類人猿から分岐する原因と考えると矛盾している。また、当時のアフリカ大陸東部の乾燥化は完全ではなく、森林がかなり残存していたことが炭素同位体の分析から明らかになっている。
そして、2002年にアフリカ大陸中北部のチャドの約600万年から約700万年前と考えられる地層からトゥーマイ猿人（サヘラントロプス・チャデンシス）の頭蓋骨化石が発見されると、これが、仮説を破綻させる決定的証拠となった。それと言うのも、この猿人の生息地は大地溝帯より明らかに西側の地域に属していたからである。頭蓋骨から背骨につながる孔の位置から判断するに、この猿人は直立二足歩行をしており、コパンが東側に限って始まったと考えた人類の進化が、西側で、あるいは東西の別なく始まっていたことが確かめられたのであった。顔の特徴から、この猿人は進化系統は「結果的に子孫を残せずに消えた傍系」ではなく、のちのヒト属につながる進化上に“本流”に属している可能性の高いことが判明した。この猿人の出土層からはクロコダイルの頭蓋骨化石も発見されており、かなり湿潤な地域であったことが推定されている。
2003年2月、提唱者コパンは、自らこの仮説を撤回した。